# Liliana Moro
Liliana Moro (Milano, 2 gennaio 1961) è un'artista italiana.
Risiede e lavora a Milano.

## Biografia
Milanese, classe 1961, si è diplomata all'Accademia di Belle Arti di Brera a Milano con Luciano Fabro, del quale è stata allieva.
Sempre a Milano, ha frequentato lo Spazio di Via Lazzaro Palazzi, fondato con altri artisti nel 1989 e attivo fino al 1993.
Ha preso parte a numerose mostre internazionali tra cui Documenta IX a Kassel (1992), 50ª Biennale di Venezia (1993), Quadriennale di Roma (1996, 2008), Bienal de Valencia (2001), Italics, Palazzo Grassi a Venezia (2008), Biennale di Thessaloniki (2013).
Nel 2019, su invito di Milovan Farronato, è tra gli artisti del Padiglione Italia della 58ª Biennale Arte di Venezia.

## Attività
Liliana Moro si esprime realizzando opere ambientali, disegni, collages, sculture, progetti teatrali e installazioni sonore.
Attiva dalla fine degli anni Ottanta attraverso un linguaggio artistico libero e basato sul mondo dell'infanzia, utilizza la favola, il gioco, la maschera come mezzi comunicativi, che le permettano di esplorare la realtà soggettiva e lo spazio esterno.

### Mostre Personali
Selezione dal 2006
2006
- Oggi che tutto appare, nella chiarezza del vuoto, ho la libertà di guardare la neve, Seconda Edizione Arte Contemporanea sul Lago Maggiore, con Robert Wilson, William Kentridge; a cura di Adelina von Fuerstenberg.
- Film, Galerie Greta Meert, Bruxelles.

2007
- West of Rome e The Italian Cultural Institute, The Spazio Italia Gallery, Los Angeles.

2008
- This is the end, Careof e Viafarini, Milano, a cura di Milovan Farronato.

### Mostre Collettive
Selezione dal 2005
2005
- Donne Donne, Palazzo Strozzi, Firenze, a cura di Adelina Von Fürstenberg.
- Three exhibitions, CCAC California College of Arts and Crafts, Wattis Institute, San Francisco.

2006
- Il vuoto al centro, sedi varie, Comune di Montesilvano (PE), a cura di Emanuela De Cecco, Tullio Ponziani.
- Il Buco. 4 artisti ogni due settimane, Galleria Pio Monti, Roma, a cura di Achille Bonito Oliva, David Peat.
- EGOMANIA, Galleria Civica, Modena, a cura di Milovan Farronato.
- Il Potere delle Donne, Galleria Civica d'Arte Contemporanea, Trento, a cura di L. Beatrice, C. Bourgeois, F. Pasini.
- Italy Made in art: Now, MOCA, Museum of Contemporary Art, Shanghai, a cura di Achille Bonito Oliva.
- Confini - Boundaries, MAN, Nuoro, a cura di Cristiana Collu, Saretto Cincinelli[15], Roberto Pinto

2007
- Elsewhere?, Galleria Emi Fontana, Milano.
- Camera con vista. Arte e interni in Italia 1900-2000, Palazzo Reale, Milano, a cura di Luigi Settembrini, Claudia Gian Ferrari.
- Mentalgrafie, Tel Aviv Museum of Art, Tel Aviv, a cura di Demetrio Paparoni.
- 3500 cm2 - L'arte contemporanea attraverso i poster, Palazzo Lantieri, Gorizia, a cura di Lorenzo Benedetti.
- Idea. Disegno italiano degli anni novanta, Istituto Nazionale per la Grafica, Palazzo Fontana di Trevi, Roma (2006); Archivio di Stato, Torino, a cura di Laura Cherubini, Giorgio Verzotti.